# 新奧爾日齊亞
50°22′59″N 31°56′20″E / 50.38306°N 31.93889°E
新奧爾日齊亞（烏克蘭語：Нова Оржиця）是位於烏克蘭北部的村莊，由基辅州布羅瓦里區的茲胡里夫卡市鎮負責管轄。該村始建於1726年，面積3.6平方公里，海拔高度125米，2001年人口397，人口密度每平方公里3.6人。